# Dốc Mơ
Dốc Mơ is een plaats in het district Thống Nhất, een van de districten in de provincie Đồng Nai. Dốc Mơ ligt aan de Quốc lộ 20, de weg die Quốc lộ 1A bij Dầu Giây met Đà Lạt in de provincie Lâm Đồng verbindt.